# 長尾雨山
長尾 雨山（ながお うざん、元治元年9月18日（1864年10月18日） – 昭和17年（1942年）4月1日）は、明治期の日本の漢学者・書家・画家・篆刻家。狩野直喜（君山）・内藤湖南とともに中国学を開花・進展させたひとりに挙げられる。
名は甲（こう）、字を子生、号は雨山のほかに石隠、无悶など。斎室名は何遠楼、漢塼斎、艸聖堂など。通称は槙太郎。

## 経歴

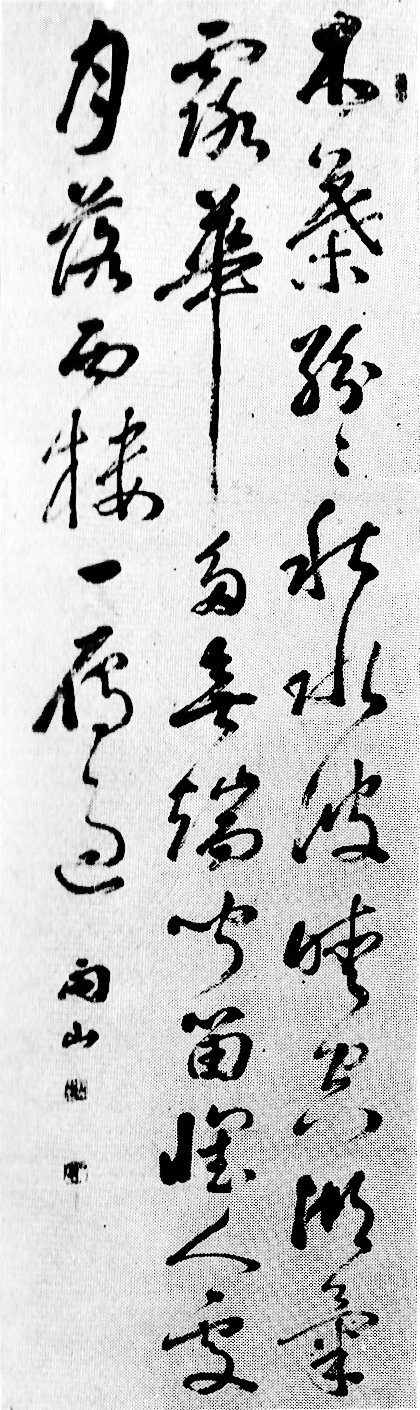
雨山の書（七言絶句）

讃岐高松藩士の長尾勝貞（竹嬾）の長子として香川郡高松（香川県高松市）に生まれる。幼い頃から父について漢学を受け、天性の詩才を見いだされる。明治21年（1888年）、東京帝国大学文科大学古典講習科卒業。卒業後は岡倉覚三（天心）に共鳴し東京美術学校の設立に尽力。また美術雑誌「国華」（現在も朝日新聞出版で刊行）の創刊にも協力し、その編集も行っている。この間、学習院・東京美術学校などで教鞭を執った。明治30年（1897年）から勤めた熊本の第五高等学校では夏目漱石の同僚となってよき相談相手となり、詩文など文学の面でも親交を深めた。明治32年（1899年）、東京高等師範学校教授に転じ、東京帝国大学文科大学でも講師を務めた。明治35年（1902年）教科書疑獄事件に巻き込まれる形で東京高等師範学校を退官。
1903年、上海に移住。当時中国最大の出版社であった商務印書館の招聘に応じて編集顧問となり、中国最初の中等教科書の編纂に従事した。書画骨董に通暁し、大正元年（1912年）には岡倉覚三の紹介でボストン美術館の監査委員を委嘱され美術品の選別にも携わっている。民国2年（1913年）、呉昌碩が西泠印社の社長に就任すると、河井荃廬とともに同人となった。
大正3年（1914年）に帰国。京都に居（京都市上京区西洞院丸太町上ル）を構え、在野の学者として研究と講学をし、文人とて詩書画三昧の暮らしを送った。駐日清国公使の黎庶昌・書記官鄭孝胥・呉昌碩・羅振玉・内藤湖南・狩野直喜（君山）・上野理一(有竹)・犬養毅（木堂）・副島種臣（滄海）などの当時一流の学者や文人と交遊をひろめた。昭和17年（1942年）4月、京都の自宅にて没した。享年79。

## 創作活動
その書は法帖を重んじすべての書体をよくしたがとりわけ草書に優れた。詩文ははじめ国分青厓と同じく｢明の七子の風｣を標榜したがのちには唐宋詩にも影響され独自の詩風を確立した。画は墨竹図を得意とし、書画の鑑定に精しかった。平安書道会副会長、日本美術協会評議員を務め、他に泰東書道院・日本南画院などに参加した。

## 刊行文献
- 『中国書画話』 筑摩書房〈筑摩叢書〉、昭和40年（1965年）

書画についての講演を集成、跋文は吉川幸次郎
- 松村茂樹『長尾雨山研究』 研文出版、2024年。ISBN 978-4-87636-489-3